# Intensità di capitale
L'intensità di capitale indica quanto capitale viene utilizzato in rapporto al lavoro. Questa si può misurare attraverso il rapporto tra deprezzamento del capitale e i costi del personale.
In altre parole, ci si focalizza sull'incidenza del fattore capitale all’interno del processo produttivo rapportandolo al grado di utilizzo degli altri fattori produttivi.
Quando si utilizzano impianti altamente automatizzati che di conseguenza non necessitano di un numero cospicuo di forza lavoro, un processo produttivo si può definire ad alta intensità di capitale. Emblematici in tal campo sono i casi di centrali nucleari o aziende automobilistiche.
Marx spese molto tempo ed energie sul concetto di intensità di capitale poiché costituisce il reciproco del concetto di intensità di lavoro.
La legge della caduta tendenziale del saggio di profitto enunciata da Marx abbraccia questi temi. Secondo la teoria marxista difatti esclusivamente il lavoro era in grado di generare il plusvalore di cui si appropria il capitalista, ma incrementando l'incidenza del capitale nel processo produttivo (che di per sé non produce plusvalore) ogni aumento del costo del lavoro scatenerà una diminuzione del proprio profitto.